# Пармелия бороздчатая
Парме́лия боро́здчатая (лат. Parmélia sulcáta) — вид лишайников рода Пармелия (Parmelia) семейства Пармелиевые (Parmeliaceae).

## Описание
Слоевище неправильно-розетковидное, 5—15 см диаметром. Лопасти 3—4 мм шириной и 5—20 мм длиной, выемчатые, тесно собранные или слегка расходящиеся, тупые на концах. Сверху слоевище голубовато-серое или зеленовато-серое, сетчато-морщинистое, с соредиями; снизу чёрное, густо покрытое до концов лопастей чёрными, простыми или ветвящимися ризинами. Апотеции коричневые, с вогнутым диском диаметром до 2 см, с коричневым, вогнутым диском и цельным, позднее зазубренным краем, встречаются не очень часто. Парафизы склеенные, простые или разветвлённые. Сумки широкобулавовидные, 40—50×20—22 мкм. Споры эллипсоидные, часто с одного конца зауженные, 13—15×5,5—6 мкм, с утолщёнными стенками, довольно часто бывают недоразвитые.

### Химический состав
При нанесении на слоевище раствора гидроксида калия оно желтеет.
Присутствуют вторичные метаболиты: атранорин, хлоратранорин, консалациновая, салациновая и лобаровая кислоты.

## Распространение и экология
Пармелия бороздчатая растёт на стволах и ветвях лиственных и хвойных деревьев, а также на обработанной древесине и каменистом субстрате, как правило, в хорошо освещённых местах.
Этот вид может терпеть загрязнение воздуха и расти в городах.
Встречается в Африке, Австралазии, Европе, Северной, Центральной и Южной Америках, арктической и антарктической зонах.

## Значение и применение
Северным оленем (Rangifer tarandus) поедается изредка, попутно с другими лишайниками.

## Классификация
Внутривидовыми таксонами вида являются:
- Parmelia sulcata f. coerulescens Zahlbr.[1]
- Parmelia sulcata f. munda Oliv.[1]
- Parmelia sulcata f. pruinosa (Harm.) Maas Geest., 1948[1][5]
- Parmelia sulcata f. sulcata Taylor, 1836[1][5]